# Joseph Riehemann
Joseph Riehemann (* 20. März 1865 in Osnabrück; † 26. Juni 1931 in Osnabrück) war ein  Gymnasiallehrer und Schriftsteller.

## Leben
Joseph Riehemann studierte in Münster und Leipzig Philologie und wurde 1886 zum Dr. phil.  promoviert. Anschließend war er von 1886 bis 1903 Oberlehrer am Gymnasium Carolinum in Osnabrück. 1904 wechselte er als Gymnasialdirektor an das Gymnasium in Meppen, wo er bis zu seinem Ruhestand 1927 wirkte. Er forschte vor allem über Osnabrücker Schriftsteller, so über den Dichter Theobald Wilhelm Broxtermann, den Humor in den Werken Justus Mösers, den volkskundlichen Autor Friedrich Wilhelm Lyra und eine Anthologie „Osnabrücker Dichter und Dichtungen“. Er verfasste entsprechende Artikel für die Allgemeine Deutsche Biographie. Er schrieb aber auch über Annette von Droste-Hülshoff. Nach dem Ersten Weltkrieg war Riehemann Vorsitzender des „Vereins für Heimatkunde in Meppen“ und verfasste heimatkundliche Artikel für Tageszeitungen und den „Meppener Heimatkalender“.
Er starb 1931 und wurde auf dem Hasefriedhof in Osnabrück begraben.

## Veröffentlichungen
- De litis instrumentis, quae exstant in Demosthenis quae fertur orationes adversus Neaeram. Leipzig 1886 (Diss.)
- Die Dichtungen des Osnabrücker Dichters Broxtermann. In: Mitteilungen des Vereins für Geschichte und Landeskunde von Osnabrück. Band 17 (1892), S. 71–164.
- Der Humor in den Werken Justus Mösers. In: Mitteilungen des Vereins für Geschichte und Landeskunde von Osnabrück. Band 26 (1901).
- Osnabrücker Dichter und Dichtungen. Schöningh, Osnabrück 1903.
- Erläuternde Bemerkungen zu Annette von Droste-Hülshoffs Dichtungen. Zum hundertjährigen Geburtstage der Dichterin. 3 Teile. Osnabrück dann Meppen 1896–1908.
- Plaudereien vom Meppener Gymnasium. In: Festausgabe der Osnabrücker Volkszeitung vom 16. Juni 1921 anlässlich des emsländischen Katholikentages in Meppen.